# 島省三
島 省三（しま しょうぞう、1883年（明治16年）1月22日 - 1960年（昭和35年）1月23日）は、大日本帝国陸軍軍人。最終階級は陸軍中将。

## 経歴
1883年（明治16年）に新潟県で生まれた。陸軍士官学校第15期、陸軍大学校第25期卒業。1926年（大正15年）7月28日に陸軍砲兵大佐進級と同時に野砲兵第22連隊長に着任。1928年（昭和3年）8月に陸軍野戦砲兵学校研究部主事に転じ、1930年（昭和5年）8月に陸軍野戦砲兵学校教導連隊長に就任した。
1931年（昭和6年）8月1日に陸軍少将進級と同時に東京警備参謀長に着任。1933年（昭和8年）3月に野戦重砲兵第2旅団長に転じ、1934年（昭和9年）8月に佐世保要塞司令官に就任した。1935年（昭和10年）8月1日に陸軍中将進級と同時に待命、8月28日に予備役に編入された。
1947年（昭和22年）11月28日、公職追放仮指定を受けた。